# Akustische-Oberflächenwellen-Filter
Akustische-Oberflächenwellen-Filter, kurz AOW-Filter oder auch SAW-Filter (von englisch surface acoustic wave) genannt, sind Bandpassfilter für elektrische Signale unter 3 Gigahertz mit einer geringen Bandbreite von wenigen Megahertz. Die auf akustischen Oberflächenwellen basierenden Filter zählen zu den mechanischen Filtern.
Da ihre Mittenfrequenzen wesentlich höher liegen können als die herkömmlicher Quarz- und Keramikschwinger, finden sie Anwendung als frequenzbestimmendes Bauteil in vielen Empfängern und Sendern, die im Bereich jenseits einiger hundert Megahertz (z. B. im 433-MHz-ISM-Band) bis zu mehreren Gigahertz arbeiten, z. B. bei der Funkdatenübertragung, wie WLAN, oder Mobilfunk.
In Fernsehempfängern und in Mobiltelefonen werden AOW-Filter auch als Zwischenfrequenzfilter eingesetzt. In Funkfernbedienungen von Autoschlüsseln ist diese Technik ebenfalls verbreitet.

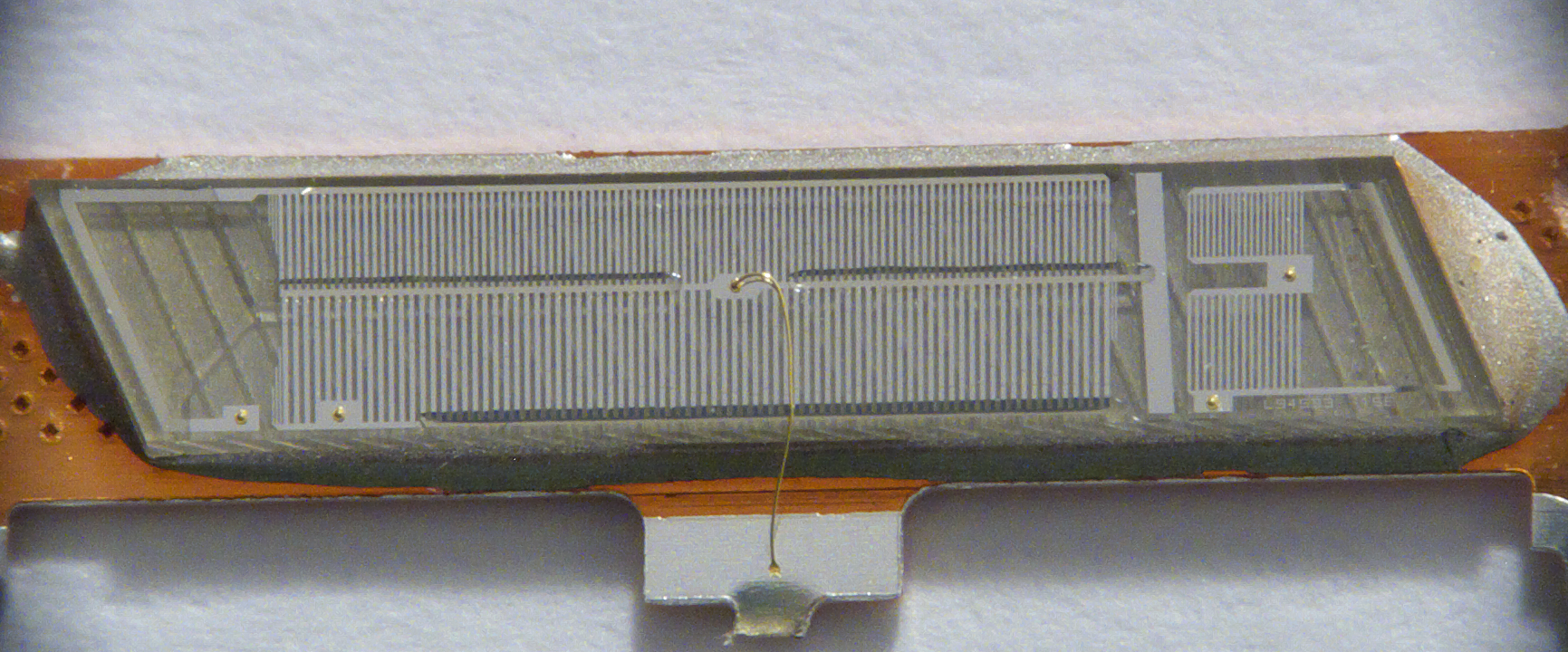
AOW-Filter aus einem VHF/UHF-Tuner. Originalgröße: 12 mm × 2 mm

## Funktionsprinzip

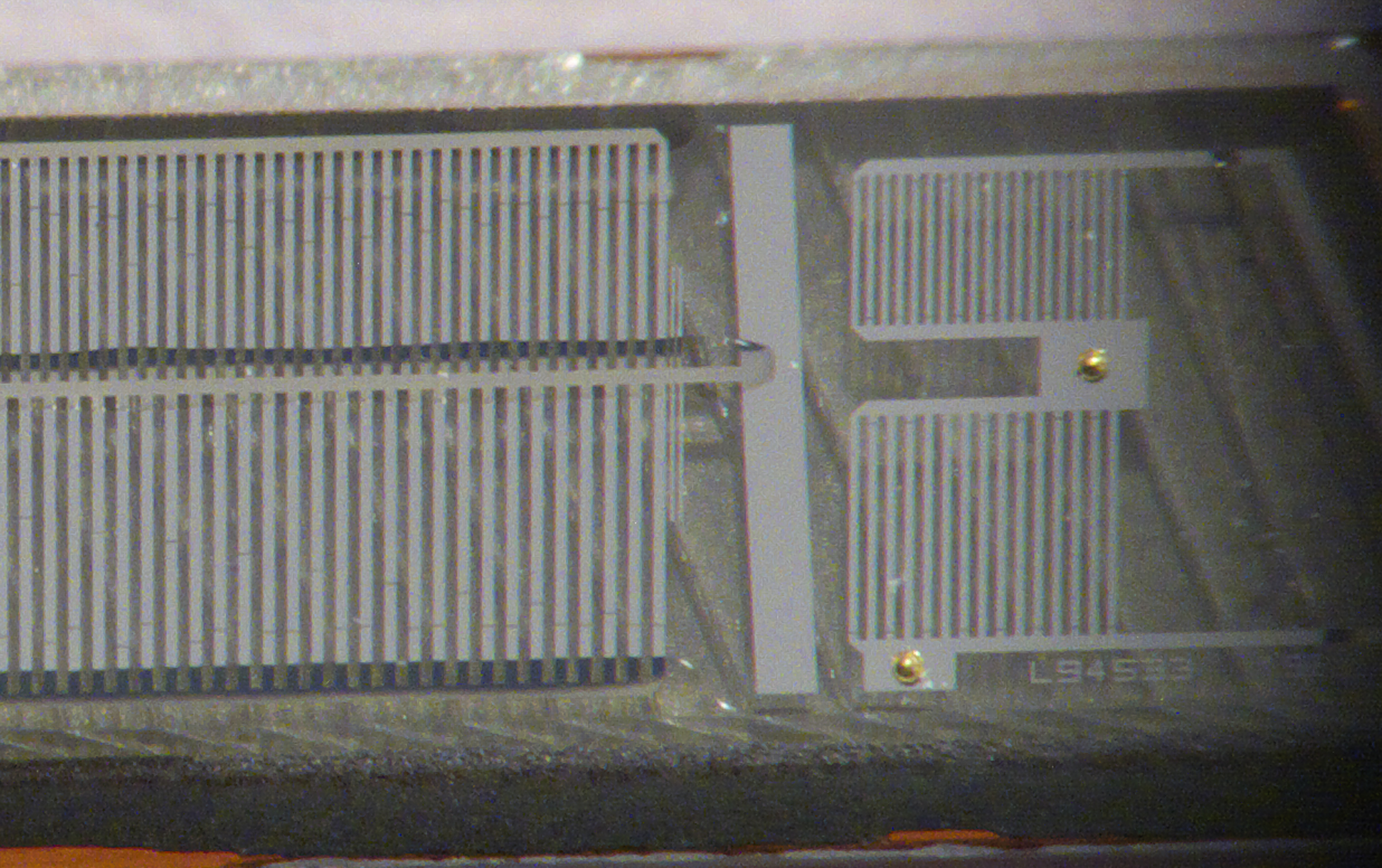
Obiges AOW-Filter unter stärkerer Vergrößerung

AOW-Filter basieren auf der Interferenz von Signalen verschiedener Laufzeit, realisiert mit dem Piezoeffekt. Auf einem piezoelektrischen Einkristall sind zwei aus je einem Paar kammförmig ineinandergreifender Elektroden (werden auch als Finger bezeichnet) bestehende Wandler (interdigital transducer, kurz IDT genannt) aufgebracht. Durch den Piezoeffekt und das an den Fingern entstehende elektrische Feld wird der darunterliegende Kristall nahe der Oberfläche verzerrt. Die entstehenden Auslenkungen des Kristallgitters können sich bei passender Anregungsfrequenz durch konstruktive Interferenz zu Oberflächenwellen überlagern. Der doppelte Abstand der einzelnen Finger entspricht der Wellenlänge {\displaystyle \lambda } (Lambda) der akustischen Oberflächenwelle mit der gewünschten Durchlassfrequenz (auch Mittenfrequenz) {\displaystyle f_{0}} auf dem Kristall. Zusammen mit der kristallabhängigen Geschwindigkeit {\displaystyle v_{0}} der Oberflächenwelle kann man die Durchlassfrequenz mit {\displaystyle f_{0}={\frac {v_{0}}{\lambda }}} bestimmen.
Die erzeugte Oberflächenwelle wird vom zweiten Wandler wieder in ein elektrisches Signal umgewandelt.
Der Aufbau bildet einen FIR-Filter. Daher lässt sich durch die Abmessungen des Kristalls und den Aufbau der Finger (Abstand, Form, Länge, …) der Frequenzgang des Filters fast beliebig einstellen.
Bei der Entwicklung eines AOW-Filters muss auch darauf geachtet werden, dass die Sender- und Empfängerelektroden weder induktiv noch kapazitiv gekoppelt sind. Nachteilig ist auch die Temperaturempfindlichkeit.
Zu den wichtigsten Aufbauarten der Finger gehören die sogenannte „Dart-Zelle“ und „Hunsinger-Zelle“.

## Schematische Darstellung

Aufbau eines AOW-Filters; die akustische Welle läuft von links nach rechts; Form und Skalierung der metallischen Finger bestimmen das Übertragungsverhalten

Ein Reflektor ist dann vorzuziehen, wenn das Filter eine geringe Einfügedämpfung (engl. insertion loss) haben soll. Der Reflektor und dessen Position müssen dazu auf die Mittenfrequenz abgestimmt sein, damit sich die reflektierten und ausgesendeten Wellen bei der Mittenfrequenz nicht auslöschen, sondern addieren. Damit werden die Verluste beim Umwandeln von elektrischen in akustische Signale quasi durch „recycling“ verringert.
Die Einfügedämpfung eines AOW-Filters ist von der Bandbreite abhängig. AOW-Filter mit sehr kleiner Bandbreite erreichen eine Einfügedämpfung von ca. 0,5–3 dB; breitbandigere dagegen nur ca. 5–9 dB. Das liegt daran, dass sich die Bandbreite umgekehrt proportional zur Fingerzahl verhält: große Bandbreite → wenige Finger und umgekehrt. Je weniger Finger zur Verfügung stehen, desto weniger elektrische Signalleistung kann ein- oder ausgekoppelt werden.

## Realisierung
AOW-Filter werden fotolithografisch auf der Oberfläche piezoelektrischer Einkristalle aufgebaut. Als Kristallmaterial verwendet man z. B. Lithiumniobat (LiNbO3) oder Quarz (SiO2). Form und Gestalt der aus einer Metallschicht bestehenden Finger können zur Realisierung einer bestimmten Übertragungsfunktion mit leistungsfähigen Computerprogrammen berechnet bzw. simuliert werden.
Wichtige Eigenschaften eines AOW-Filters sind Einfügedämpfung und Gütefaktor. Weitere Effekte sind beispielsweise das vom Herstellungsprozess abhängige, unerwünschte Erzeugen von Oberwellen, auch als Harmonische bezeichnet. Sie entstehen beispielsweise durch große Signalamplituden, mechanische Ungenauigkeiten (Haftung, Metallränder, Kontaktierung) und nichtlineare Materialeigenschaften.
Je nach Filterart können elektrisch von außen erregte Oberwellen erwünscht oder nicht erwünscht sein. So erzeugen Multibandfilter durch mehrfache Umtastung des Signals auf den Harmonischen von {\displaystyle f_{0}} mehrere Maxima, die dieselbe Signalenergie übertragen wie die Grundwelle bei {\displaystyle f_{0}}. Unerwünscht ist ein solches Verhalten bei Frequenzfiltern z. B. von Mobiltelefonen, bei denen nur in einem schmalen Teilbereich eines (vom Netzbetreiber gemieteten) Frequenzbandes gesendet und empfangen werden darf.

## Vor- und Nachteile
AOW-Filter sind ausgezeichnete Bandpassfilter, da sie eine sehr starke Unterdrückung unter- und oberhalb der jeweiligen Grenzfrequenzen besitzen. In den letzten Jahren haben sie eine rasante Entwicklung durchgemacht, was zur Folge hat, dass man nahezu jede beliebige Bandbreite, Mittenfrequenz und Dämpfung herstellen kann.
Hohe Signalleistungen (> 10 W/+40 dBm) können nicht über ein AOW-Filter übertragen werden. Hier muss auf die herkömmlichen, diskret aus Kapazitäten und Induktivitäten, Leitungskreisen oder Hohlraumresonatoren aufgebauten Filter zurückgegriffen werden.
Im Durchlassbereich sind Welligkeiten (ripple) in der Übertragungsfunktion charakteristisch, die umso höher sind, je steiler die Flanken des Durchlassbereiches sind. Die Ursachen sind prinzipbedingt und stammen aus den Überlagerungen der verschiedenfrequenten Wellen im Filter. Sie lassen sich durch immer ausgefeilteres Design verringern, sind jedoch neben der Durchlass- und Sperrdämpfung ein wesentliches Merkmal zur Charakterisierung und werden daher in den Spezifikationen der Hersteller angegeben.
AOW-Filter zeigen insbesondere bei großen Signalamplituden nichtlineare Effekte, die zur Generierung von unerwünschten Frequenzen bzw. Oberwellen führen. Diese nichtlinearen Effekte sind zum Teil technologisch durch präzise Fertigung beeinflussbar, wenn sie z. B. auf Haftungs- und Kantenungenauigkeiten beruhen. Sie können elektrischer oder mechanischer Natur sein.

## Einsatz in der Praxis

### Impedanz-Anpassung
AOW-Filter bedürfen beim Einsatz einer Impedanz-Anpassung, um die Spezifikationen (Einfügedämpfung, Ein- und Ausgangsreflexion, Übertragungsfunktion) einzuhalten. Das rührt daher, dass AOW-Filter wie auch Quarz- und Keramikschwinger einen kapazitiven Anteil in der Ein- und Ausgangsimpedanz enthalten, der für die Einsatzfrequenz kompensiert werden muss.
Die Anpassung erfolgt mit passiven Bauteilen wie Spulen und Kondensatoren oder auch durch Stichleitungen.
Auch der Realteil der Ein- und Ausgangsimpedanz eines AOW-Filters weicht meist ab von der Impedanz der Schaltung, in der er betrieben wird – Ein- und Ausgangswiderstand sind vergleichsweise hoch.
Impedanzanpassung erreicht man z. B. mit einem π-Filter, dessen eine Kapazität durch die innere Ein- bzw. Ausgangskapazität des Filters gebildet wird. Mit π-Filtern können auch die Abweichungen der realen Anteile der Impedanzen aneinander angeglichen werden, indem das Verhältnis der Kapazitäten variiert wird.

Typische Anpassschaltung eines AOW-Filters mit Spule und Kondensator (interne Kapazität bildet π-Filter)

Eine weitere Anpassschaltung ist in folgendem Bild dargestellt; hier kompensiert eine parallel zum Ein-/Ausgang liegende Spule einen Teil der Eingangs-/Ausgangskapazität des Filters.

Eine weitere Anpassschaltung mit Spule und Kondensator

Am häufigsten findet man Anpassschaltungen mit einer in Serie geschalteten Spule und einem parallelen Kondensator.

### Anwendungsgebiete

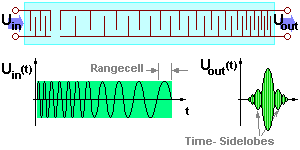
Pulskompression mit einem AOW-Filter. Der Abstand der "Finger" variiert nach einer bestimmten Gesetzmäßigkeit

Die häufigste Anwendung sind Zwischenfrequenzfilter in Funkempfangsgeräten (Mobiltelefone, Sprechfunk, Fernsehempfänger, Satellitenempfänger und Videorecorder).
Bei Fernsehempfängern (auch in Videorecordern) wird damit die Nyquist-Durchlasskurve (ein Seitenbandfilter mit frequenzabhängiger Dämpfung) realisiert. Bei Sprechfunk kann mit ihnen die schmale, möglichst rechteckige Durchlasskurve (Bandbreite z. B. 9 kHz) zwischen den Empfangskanälen realisiert werden.
Bei der Einseitenband-Modulation (SSB) kann mit ihnen die bei Sendern und Empfängern erforderliche scharfe Trennung realisiert werden.
Dispersive AOW-Elemente wurden in Synthetic-Aperture-Radar-Geräten zur Erzeugung des Chirp und zur Pulskompression verwendet. In modernen Geräten werden überwiegend FIR-Filter als Software-Lösung eingesetzt.